# Вінні Пух (франшиза)
«Вінні Пух» (англ. Winnie the Pooh) — це діснеївська франшиза, заснована на оповіданнях А. А. Мілна та Е. Г. Шепарда за участю Вінні Пуха. Почалося все у 1966 році з показу в кінотеатрах короткометражного фільму «Вінні Пух і медове дерево».
Тон, дія і сюжет франшизи зроблені набагато м'якшими і повільнішими, ніж у будь-якій іншій анімаційній франшизі «Disney», щоб залучити аудиторію, орієнтовану на дошкільний вік.

## Історія
У 1930 році продюсер Стівен Слезінґер спочатку придбав ексклюзивні американські та канадські права на мерчандайзинг, телебачення, запис та інші торгові права на Пуха у А. А. Мілна. Потім, ще в 1938 році, Волт Дісней висловив зацікавленість в отриманні прав на екранізацію книг про Пуха, спочатку зв'язавшись із літературною агенцією «Curtis Brown». У червні 1961 року Disney Productions придбала права на екранізацію у вдови Мілна Дороті, а також права на телебачення та мерчандайзинг у вдови Слезінґера Ширлі Слезінґер Лассуелл. До 1964 Дісней повідомив своїм співробітникам з анімації, що він планує зняти повнометражний анімаційний фільм за мотивами книг. Відбулася нарада зі старшими співробітниками для обговорення пропонованого фільму. Однак під час наради Дісней вирішив не знімати повнометражний фільм, а натомість короткометражний фільм, який можна було б прикріпити до ігрового фільму. Дісней прибрав дефіси з назви та прийняв версію Пуха у червоній сорочці Слезінґера. До набору персонажів Мілна Дісней додав Суслика, щоб додати більш традиційну та знайому американську істоту до міксу. «Вінні Пух та медове дерево» у 1966 році стали дебютом франшизи на великому екрані.
Нова угода про права була підписана у 1983 році між «Disney» та спадкоємцями Мілна й Слезінґера. У 1991 році Слезінґер Лассвелл розпочав серію судових позовів проти «Disney» за невиплачені роялті, звинувативши компанію у наданні недостовірних відомостей про доходи від Пуха, і прагнув припинити всі майбутні права. Потім, після ухвалення Закону про продовження терміну дії авторських прав 1998 року, онука А. А. Мілна Клер спробувала використати новий закон для припинення всіх майбутніх прав для Слезінґерів, щоб Мілни могли мати справу з «Disney» виключно, але це було відхилено судами США.  У розпал судових позовів аналітики 2003 року вважали, що Пух коштував від 3 до 6 мільярдів доларів із загального річного обсягу продажів «Disney» у розмірі 25 мільярдів доларів. Таким чином, «Ейдж» дійшли висновку, що «втрата контролю над франшизою Вінні Пуха стане катастрофою для Disney». У 2009 році окружний суддя США Флоренс-Марі Купер ухвалила, що Слезінґери передали всі товарні знаки та авторські права на Пуха «Disney», але «Disney» все одно має виплачувати роялті за всі майбутні використання персонажів. До 2022 року оригінальна книга про Вінні Пуха перейшла у суспільні надбання у Сполучених Штатах, оскільки з моменту першої публікації історії минуло 95 років. Хоча «Disney» зберігає певні права на свої похідні твори, компанія більше не має виняткових прав на персонажів у США. «Disney», як і раніше, має виняткові права у Великобританії та інших країнах, де діють інші терміни дії авторських прав.
Відповідно до статті «Вараєті» 2013 року, «Вінні Пух» є третьою франшизою, що найбільше продається в світі після «Діснеївських принцес» і «Зоряних війн». Газета «The New York Times» написала: «Ставки для Disney високі. Світові продажі товарів із зображенням Пуха — книг, плюшевих іграшок, футболок, горщиків — впали на 12% за останні п'ять років, але все ще становлять приголомшливі 5,5 мільярда доларів». У статті також говориться, що Пух «залишається другим самим продаваним персонажем Disney після Мікі Мауса», і зазначається: «Експерти з брендингу кажуть, що франшизи зі старіючими персонажами найскладніше підтримувати на плаву, тому що вони вимагають постійного балансування на межі.  "З Вінні Пухом Disney продовжить боротися з напругою, залишаючись актуальною для дітей і підтримуючи бренд з любов'ю, якому довіряють батьки", - сказав Метт Бріттон, засновник «Mr.  Youth», нью-йоркської маркетингової фірми». В огляді найкращих франшиз «Disney» за 2014 «CNN» написали: «Пух, можливо, і народився в 1920-х роках у книгах А. А. Мілна. Але ведмідь, як і раніше, популярний завдяки фільмам і «Disney DVD». Франшиза «Вінні Пух» випускає ігри, м'які іграшки, одяг і навіть програми для iPhone та iPad. Пух також є улюбленим персонажем у книгах «Disney Publishing Worldwide», найбільшого у світі видавця дитячих книг та журналів, який продає понад 700 мільйонів найменувань продукції щороку».